# Stockbridge (Michigan)
Stockbridge is een plaats (village) in de Amerikaanse staat Michigan, en valt bestuurlijk gezien onder Ingham County.

## Demografie
Bij de volkstelling in 2000 werd het aantal inwoners vastgesteld op 1260.
In 2006 is het aantal inwoners door het United States Census Bureau geschat op 1271, een stijging van 11 (0,9%).

## Geografie
Volgens het United States Census Bureau beslaat de plaats een oppervlakte van
3,8 km², geheel bestaande uit land. Stockbridge ligt op ongeveer 286 m boven zeeniveau.

## Geboren
- Christopher Showerman (24 juni 1971), acteur, filmproducent, filmregisseur, scenarioschrijver en komiek

## Plaatsen in de nabije omgeving
De onderstaande figuur toont nabijgelegen plaatsen in een straal van 24 km rond Stockbridge.